# Rudi Mittig
Rudi Mittig (* 26. Januar 1925 in Reichenberg, Tschechoslowakei; † 28. August 1994 in Berlin) war von 1975 bis 1989 stellvertretender Minister für Staatssicherheit der DDR und von 1986 bis 1989 Mitglied des ZK der SED.

## Leben
Mittig wurde 1925 in Reichenberg geboren. Sein Vater war Limonadenfabrikbesitzer, seine Mutter Hausfrau. Nach der mittleren Reife besuchte Mittig von 1939 bis 1942 die Ingenieurschule und lernte den Beruf des Maurers. 1943 wurde er zum Reichsarbeitsdienst und später zur Wehrmacht eingezogen. Zwischen 1945 und 1949 befand er sich in sowjetischer Kriegsgefangenschaft und besuchte dort ab 1948 die Antifa-Schule.
1950 kehrte er zur Ingenieurschule zurück und schloss diese als Ingenieur für Hochbau ab. 1950 trat Mittig der SED bei. Zwischen 1950 und 1952 arbeitete er zunächst als Statiker, ehe er 1952 eine Anstellung beim Ministerium für Staatssicherheit (MfS) fand. Dort war er zunächst in der Abteilung III (Sicherung der Volkswirtschaft) der Bezirksverwaltung (BV) Potsdam tätig, deren Leitung er ab 1953 übernahm. 1954 wurde er zum Stellvertreter Operativ des Leiters der BV Potsdam ernannt. Ein Jahr später erfolgte die Beförderung zum Leiter der BV Potsdam. Mit kurzzeitiger Ablösung durch Herbert Kittelmann von 1958 bis 1960 hatte er diese Funktion bis 1963 inne. Von 1956 bis 1963 war Mittig zudem Mitglied der SED-Bezirksleitung Potsdam. Im September 1963 übernahm er die Leitung der Hauptabteilung (HA) XVIII (Volkswirtschaft) des MfS in Berlin. Ein 1966 begonnenes externes Studium an der Hochschule des Ministeriums für Staatssicherheit schloss er 1968 als Diplom-Jurist ab. Am 26. September 1969 wurde er zum Generalmajor ernannt. 1975 übernahm Mittig den Posten des stellvertretenden Ministers für Staatssicherheit von Fritz Schröder, den er bereits seit Januar 1974 aus gesundheitlichen Gründen vertreten hatte. Im selben Jahr erhielt er den Vaterländischen Verdienstorden in Gold. 1976 wurde er Kandidat des Zentralkomitees der SED, 1986 vollwertiges Mitglied. Im Februar 1987 wurde er zum Generaloberst befördert. Damit gehörte er zu den ranghöchsten Offizieren des MfS. Im Zuge der friedlichen Revolution wurde Mittig im Dezember 1989 von seinen Funktionen entbunden und im Januar 1990 entlassen. Bis zu seinem Tod lebte Mittig in Berlin.

## Stellvertreterbereich Mittig innerhalb des MfS
Innerhalb des MfS unterstanden Mittig folgende Bereiche
- Verwaltung Rückwärtige Dienste (VRD)
- Hauptabteilung XVIII (Sicherung der Volkswirtschaft)
- Hauptabteilung XIX (Verkehr, Post- und Nachrichtenwesen)
- Hauptabteilung XX (Staatsapparat, Kultur, Kirche, Untergrund)
- Zentrale Arbeitsgruppe Geheimnisschutz (ZAGG)
- Arbeitsgruppe Bereich Kommerzielle Koordinierung (AG BKK)
- Zentraler Operativstab (ZOS)
- Arbeitsgruppe E (AG E)